# San Francisco Moods
Albums de Cal Tjader
Cal Tjader / Stan Getz Sextet Latin Concert
San Francisco Moods est un album studio de la discographie de Cal Tjader enregistré avec trois formations différentes et sorti en 1958. Il contient presque uniquement des titres originaux avec, entre autres, cinq de ses compositions.

## Titres
- Face A (21:35)[1]

1. Running Out (A1) - 3:19  ∫ de Roy Buchanan, John Harrison et Cal Tjader
2. Raccoon Straits (A2) - 2:24 ∫  de Cal Tjader
3. The Last Luff (A3) - 3:39 ∫ de Cal Tjader
4. Sigmund Stern Groove (A4) - 4:37 ∫ de John Mosher
5. Coit Tower (A5) - 1:35 ∫ de Cal Tjader
6. Triple T Blues (A6) - 6:01	∫ de Cal Tjader

- Face B (18:53)

1. Union Square (B1) - 4:20 ∫ de John Markham
2. Skyline Waltz (B2) - 3:43  ∫ de John Mosher
3. Viva Cepeda (B3) - 3:40 ∫ de Cal Tjader
4. The Grant Avenue Suite (B4) - 7:30 ∫ de Jack Weeks

## Personnel & Enregistrement
On retrouve ici une formation quartet de cal Tjader avec le guitariste Eddie Duran, frère de Manuel Duran, pianiste. On remarquera le changement de personnel à la contrebasse sur le dernier titre que Jack Weeks, lui-même a composé.
- Enregistrements studio en 1958, sans précision de date à San Francisco, (Californie). Masters Fantasy Records.

## Design de Couverture
- Description : Prise de vue au ras du sol, en plan serré sur la terminaison des jambes d'une femme bien chaussée, avec en arrière-plan flouté un wagon du tram-troley de San Francisco. On distingue un tout petit bout de dentelle sous la jupe.
- Photographie de :

## Informations de Sortie
- Année de Sortie : 1958
- Intitulé : Cal Tjader - San Francisco Moods
- Label : Fantasy Records
- Référence Catalogue : Fantasy F-3271
- Format :  LP 33 ou (12")
- Liner Notes : …[7]

## Réédition FormatLPetCD
Réédition en album LP 33 Série Stéréo Disque en 1962 sous le titre San Francisco Moods .
- Références : Fantasy Records F-8017[9].

Réédition en CD sous le même titre :
- Références : Original Jazz Classics	277[9].

Puis dans la compilation Sentimental Moods, les 10 titres ont été réédités dans l'ordre.
- Références : Fantasy Records F 24742 ou FCD 24742-2 (1995)[9].

## Observations
Cal Tjader a composé entièrement 4 titres et en a coécrit un cinquième avec Roy Buchanan et John Harrison. On trouvera également 2 compositions de John Mosher et une de Jack Weeks, arrangeur, et qui prendra la contrebasse sur ce même titre :  « The Grant Avenue Suite  » un long voyage de 7:30.
Cet album est un hommage à la ville qu'il aime, et traduit de la part de Cal Tjader sa vision de la vie à San francisco. Les titres sont des lieux connus ou expriment l'ambiance des attractions, des loisirs que l'on aime à pratiquer dans cette baie de Californie, la baie sur laquelle il navigue. On retrouve aussi son club de baseball préféré dans« Viva Cepeda » qui musicalement nous parle d'Orlando Cepeda, joueur à cette époque aux San Francisco Giants, club de baseball de San Francisco et originaire de Puerto Rico, et qui faisait des débuts prometteurs.
La pochette de ce disque illustre bien le plaisir qur l'on peut prendre dans cette ville à déambuler en charmante compagnie…

### Critique de l'album[12]
Les biographies de Cal Tjader mentionnent toujours qu'il fut un maître en matière de Latin Jazz, né à St. Louis. Mais Tjader a passé la plus grande partie de sa vie (tragiquement courte) à San Francisco où il fut l'un des phares vibrant de lumière de la scène jazz West Coast.
Cet album merveilleux présente une série de titres originaux qui captivent et entrainent l'auditeur dans un doux tourbillon musical pour l'emmener voir la ville de San francisco, vue de la baie… Les titres reflètent l'amour de Cal Tjader pour la navigation à voile, le baseball et les lieux de vie remarquables de San Francisco comme l'immeuble « Coit Tower » ou la Place « Union Square ». Tandis que le swiguant « Sigmund Stern Groove » est un habile jeu de mots sur le bosquet où le public fut heureux de retrouver des concerts d'été de jazz, le tout gratuit et ce, pendant des décennies.
Contrairement à beaucoup de ses enregistrements pour Verve Records, Tjader se donne beaucoup d'espace pour user de solo qui mettent dans l'ambiance Latin jazz et s'assied même pour jouer du piano. En fidèle leader de formation, Cal donne libre cours à la musicalité des titres et distribue les solos à parts égales à ses talentueux musiciens : le pianiste Vince Guaraldi (qui deviendra bientôt une star reconnue), le guitariste Eddie Duran et sa section rythmique resserrée toute en souplesse.
Ce superbe album vraiment récréatif, a été réédité en 1995 sous le titre Sentimental Moods dans une étrange collection 2 pour 1 avec un album flirtant autour d'allusions au free jazz, et de musique latin jazz d'ambiance : « Latin for Lovers » que Tjader enregistra aussi pendant cette même année.